# Árpád
Árpád (Pronunciación en húngaro: /ˈaːrpaːd/; c. 845 - c. 907) fue el jefe de la confederación de las tribus magiares a finales del siglo IX y del siglo X. Para los húngaros pudo haber sido su gobernante sagrado (kende)  o su líder militar (gyula), aunque la mayoría de los detalles de su vida son debatidos por los historiadores, ya que las diferentes fuentes contienen información contradictoria. A pesar de ello, muchos húngaros se refieren a él como el «fundador de nuestro país», y el papel preeminente de Árpád en la conquista húngara de la cuenca de los Cárpatos ha sido destacado por algunas crónicas posteriores. La dinastía descendiente de Árpád gobernó el Reino de Hungría hasta 1301.

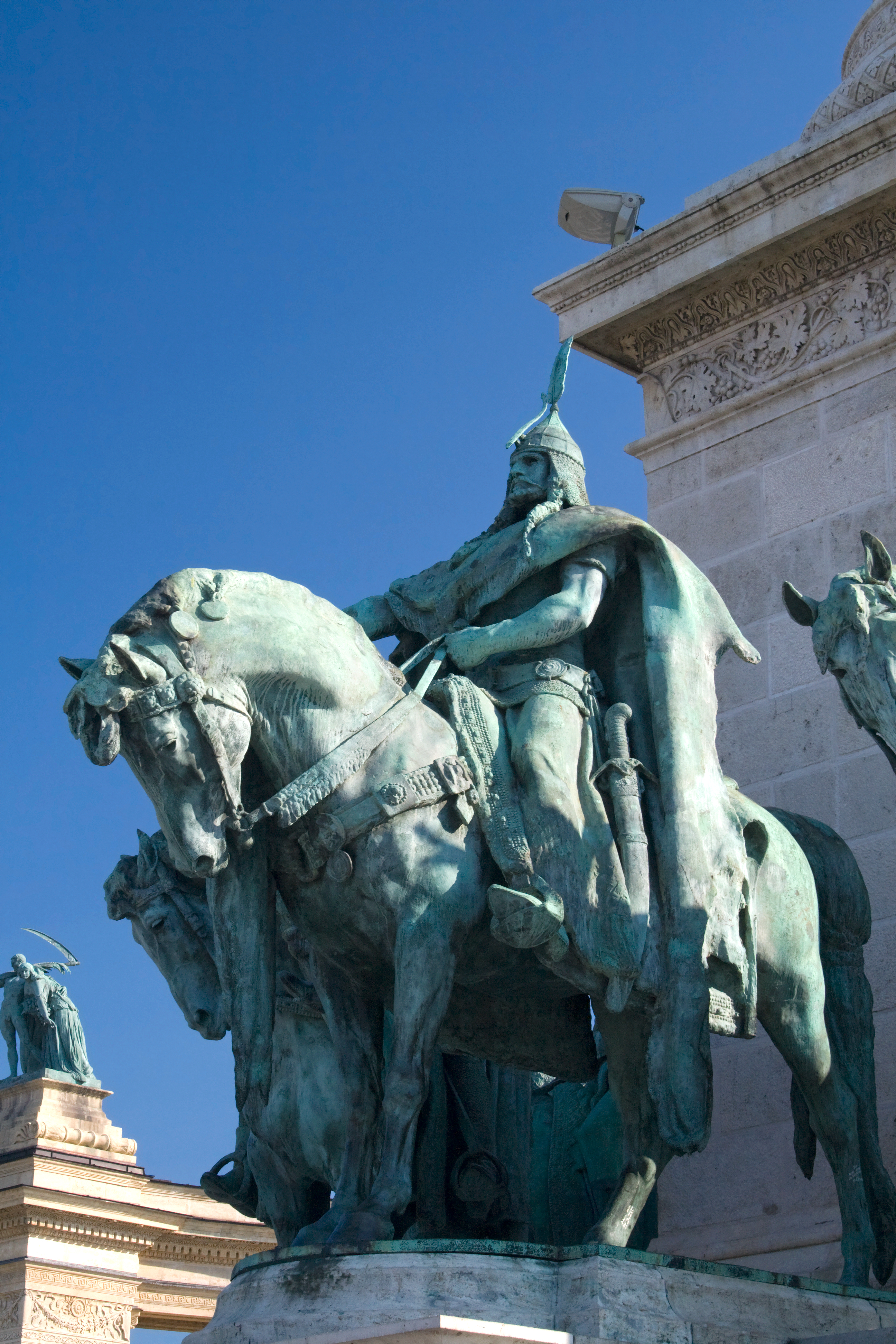
Estatua de Árpád en la Plaza de los Héroes (Budapest)

## Biografía

### Primeros años
Árpád era hijo de Álmos, quien es mencionado como el primer jefe de la confederación de las tribus magiares por todas las crónicas húngaras. Se desconoce el nombre y la familia de su madre. Según el historiador Gyula Kristó, Árpád nació alrededor del año 845. Su nombre deriva de la palabra húngara para la cebada, árpa.
El emperador bizantino Constantino VII (r. 913-959) afirma que los húngaros «nunca antes habían tenido otro príncipe» antes que Árpád, lo que contrasta con el informe de las crónicas húngaras sobre la posición del padre de este último. En la narrración de Constantino, el Gran Kan de los jázaros inició la centralización del mando de las tribus húngaras para fortalecer su propia soberanía sobre ellas, además, quería nombrar a un cacique llamado Levedi para que las liderara. Sin embargo, este último no aceptó esta oferta y sugirió que se promoviera a Álmos o Árpád en su lugar. El Gran Kan se acercó a los húngaros con esta nueva propuesta, quienes prefirieron a Árpád a su padre, debido a que era «muy admirado por su sabiduría, consejo y valor, y capaz de ejercer ese cargo». A partir de entonces, Árpád se hizo «príncipe según la costumbre... de los jázaros, levantándolo sobre un escudo». Constantino VII erróneamente se refiere a los magiares como turcos, lo que era un nombre poco apropiado, ya que si bien tienen cierta influencia genética y cultural turca, y su estructura social histórica fue de origen turco, no son un pueblo túrquico.
Los historiadores modernos debaten la fiabilidad del informe del emperador bizantino sobre la elección de Árpad: por ejemplo, Victor Spinei afirma que es «bastante vago y poco creíble», pero András Róna-Tas escribe que su núcleo es fiable. Este último historiador agrega que la elección de Árpád fue promovida por Álmos, quien obligó a Levedi a renunciar a su cargo de kende. En consecuencia, en opinión de Róna-Tas, Árpád sucedió a Levedi como gobernante sagrado, o kende, lo que permitió a su padre preservar su propia posición como líder real de los húngaros, o gyula.

### Hacia la conquista húngara
La primera fuente confiable de la vida de Árpád es la Continuación de la Crónica de Jorge el Monje, un documento de principios del siglo X, que narra que el emperador bizantino León VI el Sabio (r. 886-912) envió a su enviado Nicetas Sclerus a los húngaros en 894 u 895 «para dar regalos» e incitarlos contra el Imperio búlgaro. Sclerus se reunió con sus dos líderes, Árpád y Kurszán, en el Bajo Danubio, y tras esto, completo su misión exitosamente: un ejército húngaro pronto cruzó el Danubio en barcos bizantinos contra Bulgaria. Una interpolación en el texto de Constantino VII sugiere que los húngaros invasores estaban bajo el mando del hijo de Árpád, Liüntika.
Los historiadores debaten las posiciones que ocupaban Árpád y Kurszán en el momento de sus negociaciones con Sclerus. Spinei escribió que Árpád era el gyula y Kurszán era el kende. En contraste, Kristó dijo que Kurszán era el gyula y Árpád el kende, en representación a su padre, Álmos.

En ese momento, los búlgaros hicieron caso omiso del tratado de paz y asaltaron el campo tracio. La justicia los persiguió por romper su juramento a Cristo nuestro Dios, el emperador de todos, y rápidamente se encontraron con su castigo. Mientras nuestras fuerzas se enfrentaban contra los sarracenos, la divina Providencia llevó a los [húngaros], en lugar de los romanos, a hacer campaña contra los búlgaros. La flota de barcos de Nuestra Majestad los apoyó y los transportó a través del Danubio. [La Providencia] los envió contra el ejército de los búlgaros que tan perversamente se había alzado en armas contra los cristianos y, como si fueran verdugos públicos, los derrotaron decisivamente en tres enfrentamientos, para que los cristianos romanos no se mancharan voluntariamente con la sangre de los cristianos búlgaros.
-León VI el Sabio: Tácticas

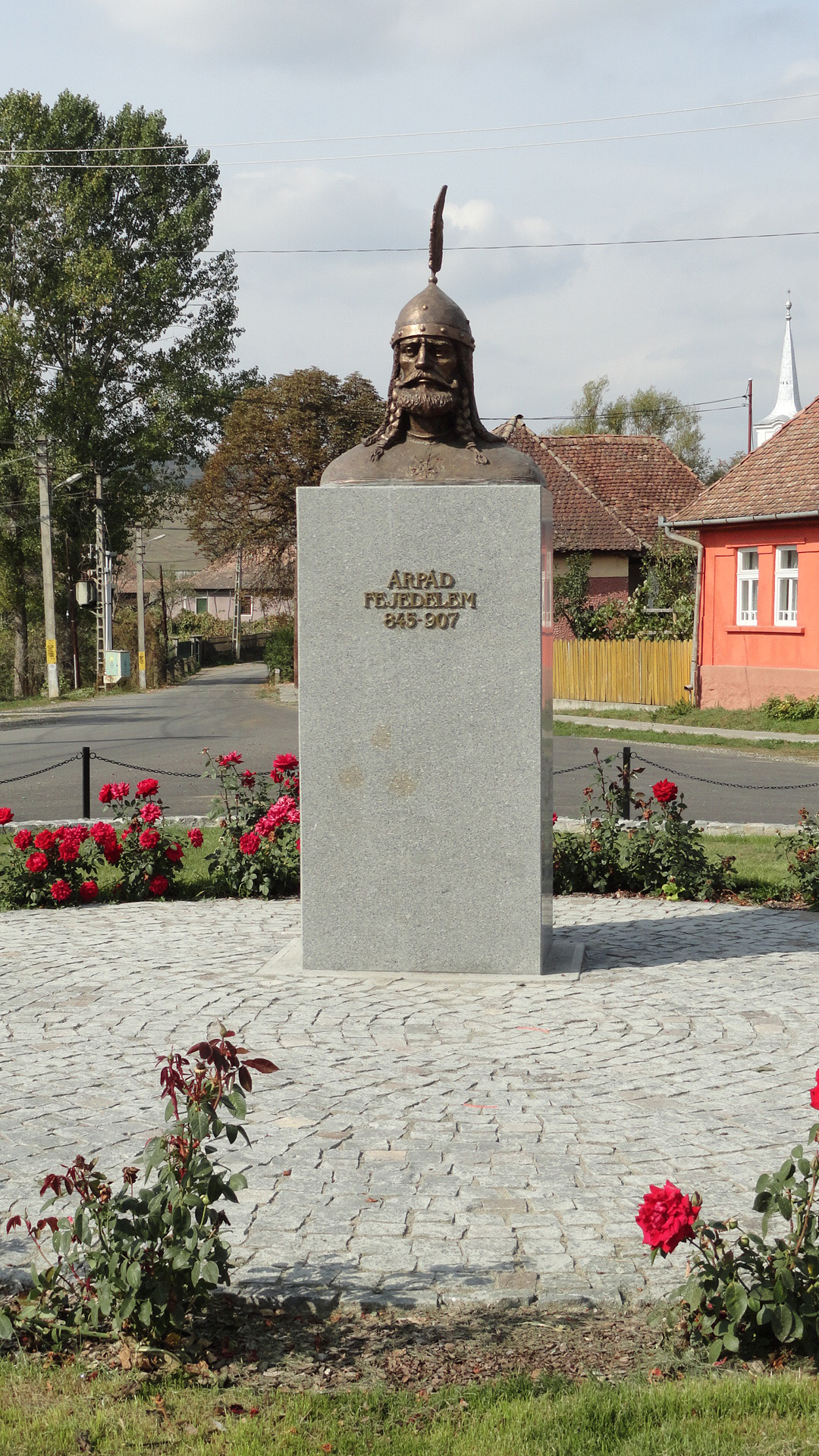
Estatua de Árpád en Székelybere (Bereni, Rumanía).

El ejército húngaro derrotó al búlgaro, pero este último contrató a los pechenegos contra ellos. En 895 o 896, estos y los búlgaros invadieron simultáneamente los territorios húngaros en las regiones occidentales de la estepa póntica. La destrucción de sus viviendas por parte de los pechenegos obligó a los húngaros a partir hacia una nueva patria a través de las montañas de los Cárpatos hacia la llanura panónica.
La Crónica Iluminada dice que el padre de Árpád, Álmos, «no pudo entrar en Panonia, porqué fue asesinado en Erdelw» o en Transilvania. Engel, Kristó y Molnár, quienes aceptan la fiabilidad de este informe, escribieron que la muerte de Álmos se trataba de un sacrificio ritual, similar al sacrificio del Gran Kan de los jázaros en caso de un desastre que afectara a su gente. En contraste con ellos, Róna-Tas afirma que incluso si el informe sobre el asesinato de Álmos «refleja un hecho real, la única explicación posible sería que Árpád o alguien de su séquito» matara al anciano príncipe. Spinei rechaza el informe de la Crónica Iluminada sobre el asesinato de Álmos en Transilvania, porque la última mención de este último en la narración contrastante de la Gesta Hungarorum está relacionada con un asedio de Ungvár (Uzhhorod, Ucrania) por parte de los húngaros. Esta última crónica dice que Álmos nombró a Árpád «como líder y amo» de los húngaros en esta ocasión.

### Reinado

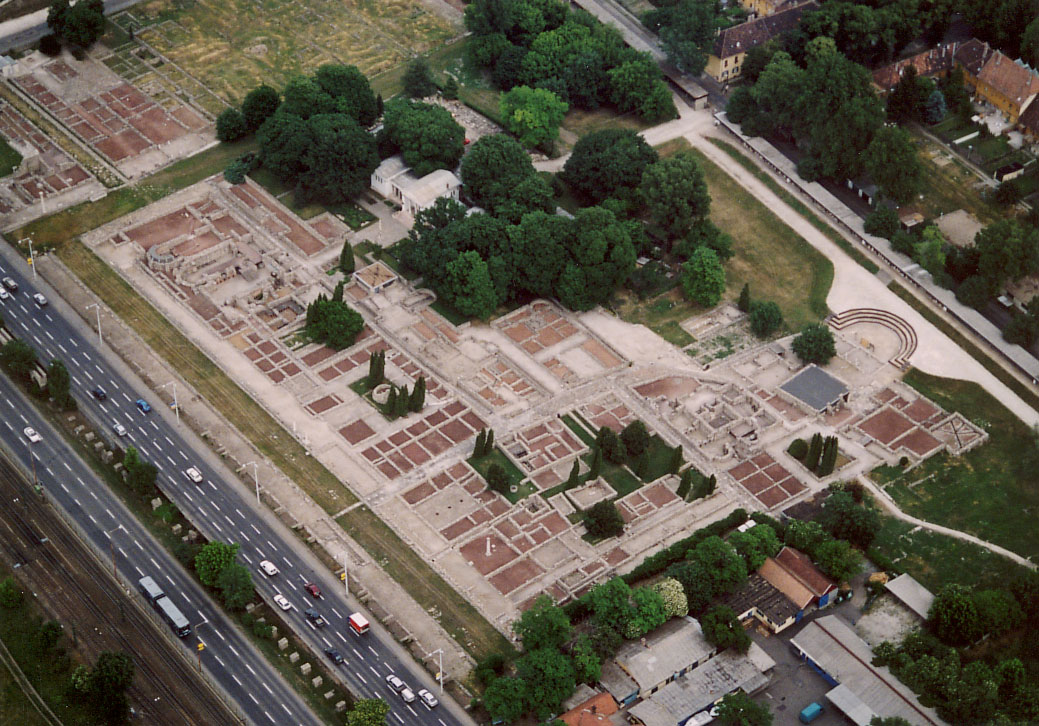
Ruinas de Aquincum – «ciudad del rey Atila» en la Gesta Hungarorum.

El nombre de Árpád «es completamente desconocido» para todas las fuentes escritas en Francia Oriental, que fue uno de los principales poderes de la cuenca de los Cárpatos a finales de los siglos IX y X. Estas fuentes, incluidos los Annales Alamannici y los Annales Eisnidlenses, solo mencionan a otro líder húngaro, Kurszán. Según Kristó y otros historiadores, estas fuentes sugieren que Kurszán debió haber sido el gyula al mando de las fuerzas húngaras, mientras que Árpád sucedió a su padre asesinado como el kende sagrado. Proponiendo una teoría contrastante, el historiador rumano Curta escribió que Kurszán era el kende y Árpád el gyula, y que solo lo sucedió cuando el primero fue asesinado por los bávaros en 902 o 904.
En contraste con fuentes casi contemporáneas, las crónicas húngaras escritas siglos después de los hechos —por ejemplo, la Gesta Hungarorum y la Crónica Iluminada— enfatizan el papel preeminente de Árpád en la conquista de la cuenca de los Cárpatos. La Gesta Hungarorum también destaca las habilidades militares de Árpád y su generosidad. Esta crónica también enfatiza que Tétény, uno de los jefes de las siete tribus húngaras, adquirió «la tierra de Transilvania para él y su posteridad» sólo después de que Árpád le hubiera autorizado a conquistarla.

Habiendo cruzado el Danubio, acamparon junto a este hasta Budafelhévíz. Al escuchar esto, todos los romanos que vivían en toda la tierra de Panonia salvaron sus vidas huyendo. Al día siguiente, el príncipe Árpád y todos sus hombres principales con todos los guerreros de Hungría entraron en la ciudad del rey Atila y vieron todos los palacios reales, algunos arruinados hasta los cimientos, otros no, y admiraron sin medida los edificios de piedra y se alegraron más de lo que se puede contar de haber merecido tomar sin luchar la ciudad del rey Atila, de cuyo linaje descendía el príncipe Árpád. Todos los días festejaban con gran alegría en el palacio del rey Atila, sentados unos al lado de otros, y se les presentaban todas las melodías y los dulces sonidos de las cítaras y las gaitas junto con todas las canciones de los juglares... El príncipe Árpád regaló grandes tierras y propiedades a los invitados que se alojaban con ellos, y, cuando se enteraron de esto, muchos invitados acudieron a él y se quedaron con gusto.
 -Anonymous: Gesta Hungarorum

La Gesta Hungarorum dice que Árpád prestó «un juramento de los principales hombres y guerreros de Hungría» e «hizo elevar a su hijo, el príncipe Zolta» a príncipe en vida. Sin embargo, la fiabilidad de este informe y de la lista de los grandes príncipes en la Gesta Hungarorum es dudosa. Por ejemplo, ignora a Falicsi, quien gobernaba cuando Constantino VII estaba completando su De Administrando Imperio hacia el año 950.

### Muerte

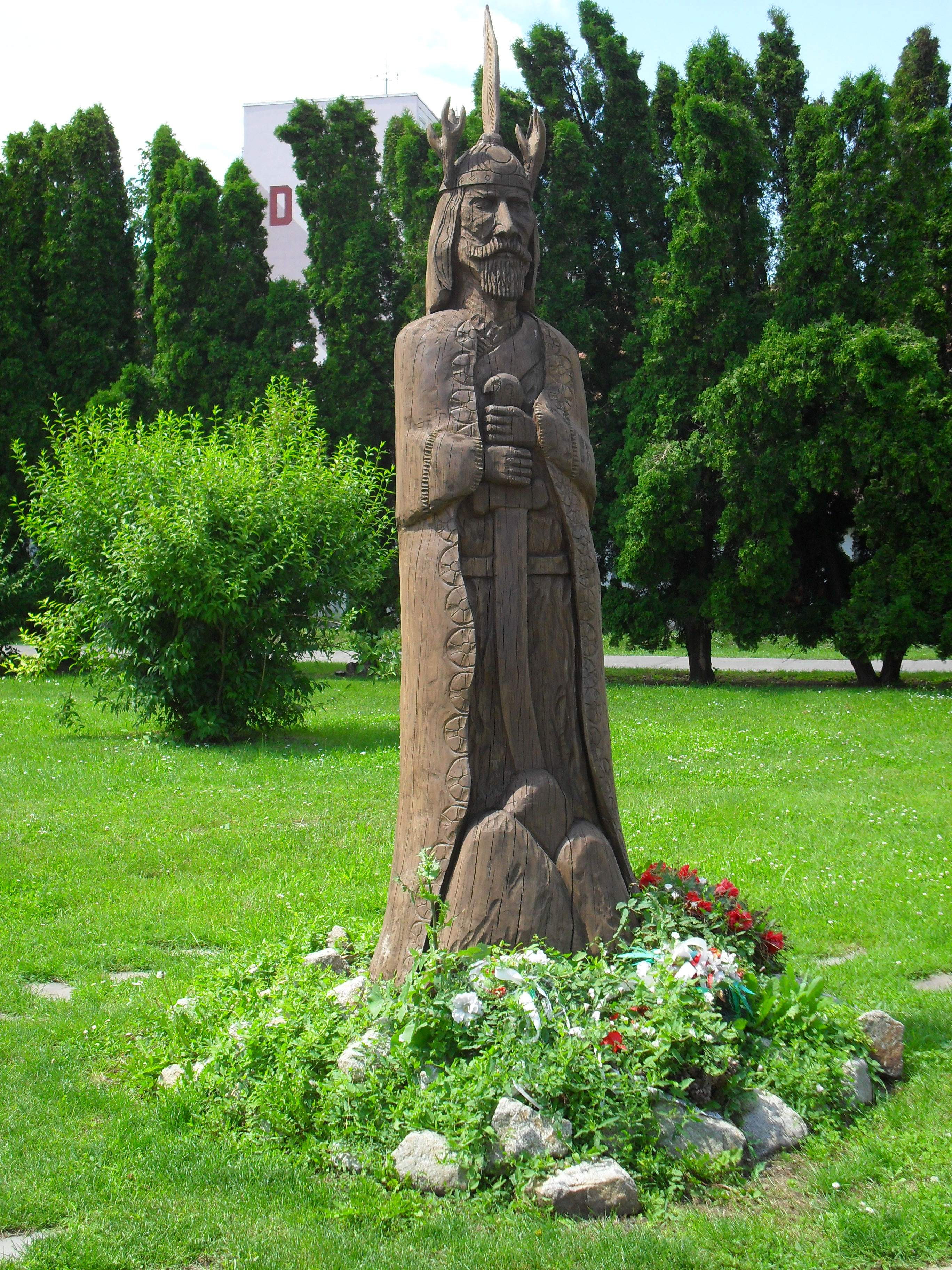
Estatua de Árpád en Nagymegyer (Veľký Meder, Eslovaquia).

Se debate la fecha de la muerte de Árpád. Si bien la Gesta Hungarorum afirma que murió en 907, Kristó escribió que en realidad murió en 900 o más tarde porqué esta dice que en 903 es la fecha de inicio de la «toma de tierras» húngara en lugar de su fecha real alrededor de 895. Si el informe de la Gesta sobre su funeral es fiable, Árpád fue enterrado «en la cabecera de un pequeño río que fluye a través de una alcantarilla de piedra hacia la ciudad del rey Atila», donde un siglo después se desarrolló una aldea, Fehéregyháza, cerca de Buda.

## Legado
Los húngaros llegaron a su nueva patria en los Cárpatos de la mano de Árpád, quien es el principal protagonista de la Gesta Hungarorum, que le atribuye «casi todos los acontecimientos memorables» de la «toma de tierras húngara». Además, hasta la extinción de la línea masculina de su dinastía en 1301, Hungría fue gobernada por «una sola línea de príncipes», todos descendientes de Árpád. Este último es conocido entre los húngaros como honalapító o el «fundador de nuestra patria».

## Familia

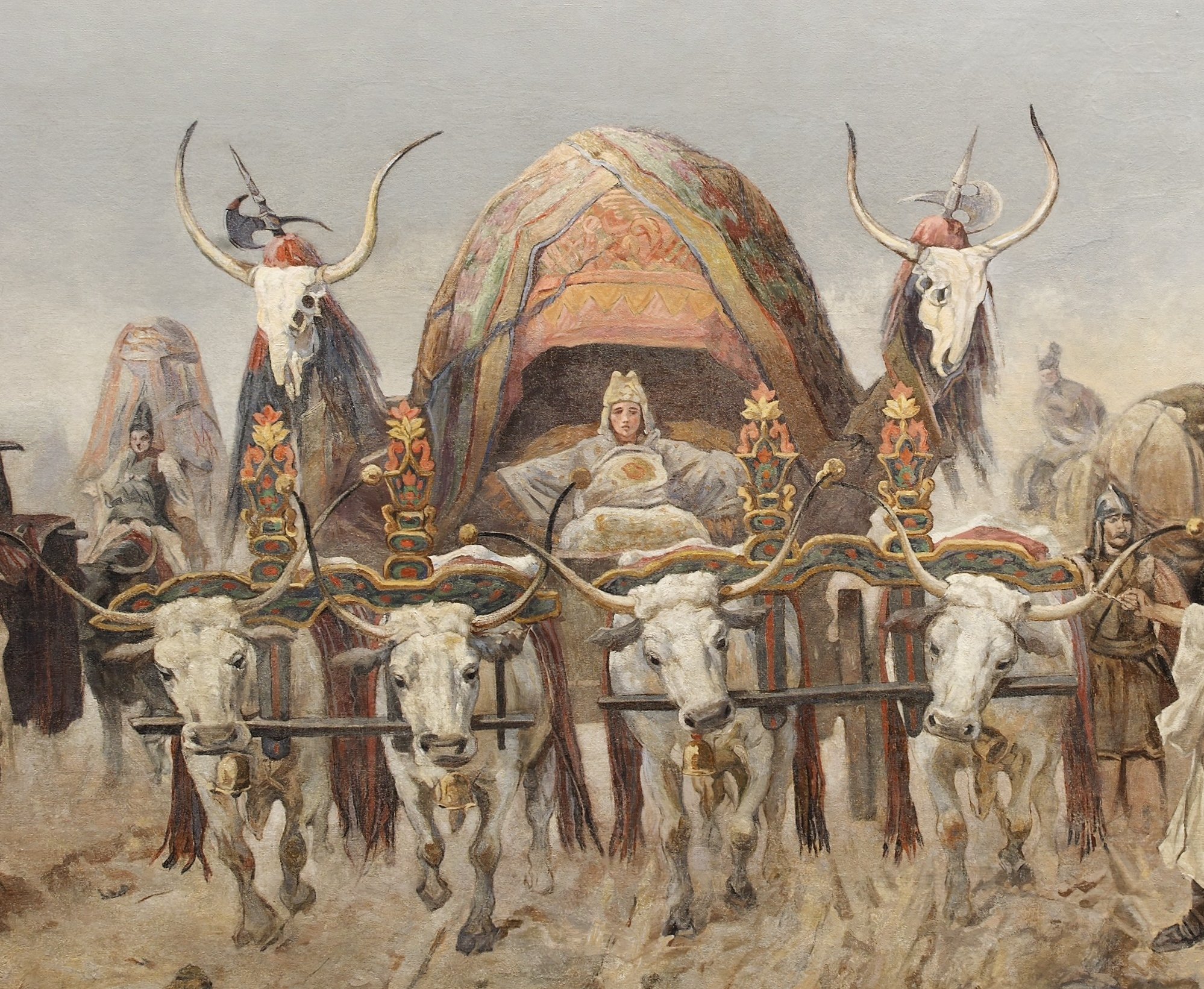
La mujer de Árpád – un detalle sobre la Llegada de los húngaros de Árpád Feszty et al. (Ópusztaszer National Heritage Park, Hungría).

Porphyrogenitus dice que Árpád «tuvo cuatro hijos: primero, Tarkatzous; segundo, Ielech; tercero, Ioutotzas; cuarto, Zaltas». Sin embargo, también se refiere a un «Liuntikas, hijo de» Árpád; Kristó escribió que Liuntikas (Liüntika) era un nombre alternativo de Tarkatzus (Tarhos). Se desconoce el nombre y la familia de la madre de los hijos de Árpád. A continuación se presenta un árbol genealógico con los antepasados de Árpád y sus descendientes hasta finales del siglo X:
|           |           |           |           |           |           |  |  |            |            | Ügyek         | Ügyek         | Ügyek         | Ügyek         | Ügyek         | Ügyek         |  |  | Eunedubelian | Eunedubelian | Eunedubelian | Eunedubelian | Eunedubelian | Eunedubelian |  |  |         |         |         |         |         |         |  |  |               |               |               |               |               |               |  |  |                     |                     |                     |                     |                     |                     |  |  |  |  |  |  |  |  |  |  |  |  |  |  |  |  |  |  |  |  |  |  |  |  |  |  |  |  |  |  |  |  |  |  |
|           |           |           |           |           |           |  |  |            |            | Ügyek         | Ügyek         | Ügyek         | Ügyek         | Ügyek         | Ügyek         |  |  | Eunedubelian | Eunedubelian | Eunedubelian | Eunedubelian | Eunedubelian | Eunedubelian |  |  |         |         |         |         |         |         |  |  |               |               |               |               |               |               |  |  |                     |                     |                     |                     |                     |                     |  |  |  |  |  |  |  |  |  |  |  |  |  |  |  |  |  |  |  |  |  |  |  |  |  |  |  |  |  |  |  |  |  |  |
|           |           |           |           |           |           |  |  |            |            | Előd o Ügyek  | Előd o Ügyek  | Előd o Ügyek  | Előd o Ügyek  | Előd o Ügyek  | Előd o Ügyek  |  |  | Emese        | Emese        | Emese        | Emese        | Emese        | Emese        |  |  |         |         |         |         |         |         |  |  |               |               |               |               |               |               |  |  |                     |                     |                     |                     |                     |                     |  |  |  |  |  |  |  |  |  |  |  |  |  |  |  |  |  |  |  |  |  |  |  |  |  |  |  |  |  |  |  |  |  |  |
|           |           |           |           |           |           |  |  |            |            | Előd o Ügyek  | Előd o Ügyek  | Előd o Ügyek  | Előd o Ügyek  | Előd o Ügyek  | Előd o Ügyek  |  |  | Emese        | Emese        | Emese        | Emese        | Emese        | Emese        |  |  |         |         |         |         |         |         |  |  |               |               |               |               |               |               |  |  |                     |                     |                     |                     |                     |                     |  |  |  |  |  |  |  |  |  |  |  |  |  |  |  |  |  |  |  |  |  |  |  |  |  |  |  |  |  |  |  |  |  |  |
|           |           |           |           |           |           |  |  |            |            |               |               |               |               |               |               |  |  |              |              |              |              |              |              |  |  |         |         |         |         |         |         |  |  |               |               |               |               |               |               |  |  |                     |                     |                     |                     |                     |                     |  |  |  |  |  |  |  |  |  |  |  |  |  |  |  |  |  |  |  |  |  |  |  |  |  |  |  |  |  |  |  |  |  |  |
|           |           |           |           |           |           |  |  |            |            |               |               |               |               | Álmos         |               |  |  |              |              |              |              |              |              |  |  |         |         |         |         |         |         |  |  |               |               |               |               |               |               |  |  |                     |                     |                     |                     |                     |                     |  |  |  |  |  |  |  |  |  |  |  |  |  |  |  |  |  |  |  |  |  |  |  |  |  |  |  |  |  |  |  |  |  |  |
|           |           |           |           |           |           |  |  |            |            |               |               |               |               |               |               |  |  |              |              |              |              |              |              |  |  |         |         |         |         |         |         |  |  |               |               |               |               |               |               |  |  |                     |                     |                     |                     |                     |                     |  |  |  |  |  |  |  |  |  |  |  |  |  |  |  |  |  |  |  |  |  |  |  |  |  |  |  |  |  |  |  |  |  |  |
|           |           |           |           |           |           |  |  |            |            |               |               |               |               | Árpád         |               |  |  |              |              |              |              |              |              |  |  |         |         |         |         |         |         |  |  |               |               |               |               |               |               |  |  |                     |                     |                     |                     |                     |                     |  |  |  |  |  |  |  |  |  |  |  |  |  |  |  |  |  |  |  |  |  |  |  |  |  |  |  |  |  |  |  |  |  |  |
|           |           |           |           |           |           |  |  |            |            |               |               |               |               |               |               |  |  |              |              |              |              |              |              |  |  |         |         |         |         |         |         |  |  |               |               |               |               |               |               |  |  |                     |                     |                     |                     |                     |                     |  |  |  |  |  |  |  |  |  |  |  |  |  |  |  |  |  |  |  |  |  |  |  |  |  |  |  |  |  |  |  |  |  |  |
|           |           |           |           |           |           |  |  |            |            |               |               |               |               |               |               |  |  |              |              |              |              |              |              |  |  |         |         |         |         |         |         |  |  |               |               |               |               |               |               |  |  |                     |                     |                     |                     |                     |                     |  |  |  |  |  |  |  |  |  |  |  |  |  |  |  |  |  |  |  |  |  |  |  |  |  |  |  |  |  |  |  |  |  |  |
| Liüntika* | Liüntika* | Liüntika* | Liüntika* | Liüntika* | Liüntika* |  |  | Tarkatzus* | Tarkatzus* | Tarkatzus*    | Tarkatzus*    | Tarkatzus*    | Tarkatzus*    |               |               |  |  | Jelek        | Jelek        | Jelek        | Jelek        | Jelek        | Jelek        |  |  | Jutocsa | Jutocsa | Jutocsa | Jutocsa | Jutocsa | Jutocsa |  |  | (desconocido) | (desconocido) | (desconocido) | (desconocido) | (desconocido) | (desconocido) |  |  | Zolta               | Zolta               | Zolta               | Zolta               | Zolta               | Zolta               |  |  |  |  |  |  |  |  |  |  |  |  |  |  |  |  |  |  |  |  |  |  |  |  |  |  |  |  |  |  |  |  |  |  |
| Liüntika* | Liüntika* | Liüntika* | Liüntika* | Liüntika* | Liüntika* |  |  | Tarkatzus* | Tarkatzus* | Tarkatzus*    | Tarkatzus*    | Tarkatzus*    | Tarkatzus*    |               |               |  |  | Jelek        | Jelek        | Jelek        | Jelek        | Jelek        | Jelek        |  |  | Jutocsa | Jutocsa | Jutocsa | Jutocsa | Jutocsa | Jutocsa |  |  | (desconocido) | (desconocido) | (desconocido) | (desconocido) | (desconocido) | (desconocido) |  |  | Zolta               | Zolta               | Zolta               | Zolta               | Zolta               | Zolta               |  |  |  |  |  |  |  |  |  |  |  |  |  |  |  |  |  |  |  |  |  |  |  |  |  |  |  |  |  |  |  |  |  |  |
|           |           |           |           |           |           |  |  |            |            |               |               |               |               |               |               |  |  |              |              |              |              |              |              |  |  |         |         |         |         |         |         |  |  |               |               |               |               |               |               |  |  |                     |                     |                     |                     |                     |                     |  |  |  |  |  |  |  |  |  |  |  |  |  |  |  |  |  |  |  |  |  |  |  |  |  |  |  |  |  |  |  |  |  |  |
| Teveli    | Teveli    | Teveli    | Teveli    | Teveli    | Teveli    |  |  |            |            | (desconocido) | (desconocido) | (desconocido) | (desconocido) | (desconocido) | (desconocido) |  |  | Ezelekh      | Ezelekh      | Ezelekh      | Ezelekh      | Ezelekh      | Ezelekh      |  |  | Falicsi | Falicsi | Falicsi | Falicsi | Falicsi | Falicsi |  |  | Tas**         | Tas**         | Tas**         | Tas**         | Tas**         | Tas**         |  |  | Taxón               | Taxón               | Taxón               | Taxón               | Taxón               | Taxón               |  |  |  |  |  |  |  |  |  |  |  |  |  |  |  |  |  |  |  |  |  |  |  |  |  |  |  |  |  |  |  |  |  |  |
| Teveli    | Teveli    | Teveli    | Teveli    | Teveli    | Teveli    |  |  |            |            | (desconocido) | (desconocido) | (desconocido) | (desconocido) | (desconocido) | (desconocido) |  |  | Ezelekh      | Ezelekh      | Ezelekh      | Ezelekh      | Ezelekh      | Ezelekh      |  |  | Falicsi | Falicsi | Falicsi | Falicsi | Falicsi | Falicsi |  |  | Tas**         | Tas**         | Tas**         | Tas**         | Tas**         | Tas**         |  |  | Taxón               | Taxón               | Taxón               | Taxón               | Taxón               | Taxón               |  |  |  |  |  |  |  |  |  |  |  |  |  |  |  |  |  |  |  |  |  |  |  |  |  |  |  |  |  |  |  |  |  |  |
| Termachu  | Termachu  | Termachu  | Termachu  | Termachu  | Termachu  |  |  |            |            | Tar Zerind    | Tar Zerind    | Tar Zerind    | Tar Zerind    | Tar Zerind    | Tar Zerind    |  |  |              |              |              |              |              |              |  |  |         |         |         |         |         |         |  |  |               |               |               |               |               |               |  |  | Reyes de Hungría*** | Reyes de Hungría*** | Reyes de Hungría*** | Reyes de Hungría*** | Reyes de Hungría*** | Reyes de Hungría*** |  |  |  |  |  |  |  |  |  |  |  |  |  |  |  |  |  |  |  |  |  |  |  |  |  |  |  |  |  |  |  |  |  |  |
| Termachu  | Termachu  | Termachu  | Termachu  | Termachu  | Termachu  |  |  |            |            | Tar Zerind    | Tar Zerind    | Tar Zerind    | Tar Zerind    | Tar Zerind    | Tar Zerind    |  |  |              |              |              |              |              |              |  |  |         |         |         |         |         |         |  |  |               |               |               |               |               |               |  |  | Reyes de Hungría*** | Reyes de Hungría*** | Reyes de Hungría*** | Reyes de Hungría*** | Reyes de Hungría*** | Reyes de Hungría*** |  |  |  |  |  |  |  |  |  |  |  |  |  |  |  |  |  |  |  |  |  |  |  |  |  |  |  |  |  |  |  |  |  |  |
|           |           |           |           |           |           |  |  |            |            | Cupan         |               |               |               |               |               |  |  |              |              |              |              |              |              |  |  |         |         |         |         |         |         |  |  |               |               |               |               |               |               |  |  |                     |                     |                     |                     |                     |                     |  |  |  |  |  |  |  |  |  |  |  |  |  |  |  |  |  |  |  |  |  |  |  |  |  |  |  |  |  |  |  |  |  |  |

*Se supone que Liüntika y Tarkatzus eran idénticos.
**El padre de Tas era uno de los cuatro o cinco hijos de Árpád, pero su nombre es desconocido.
***Todos los posteriores grandes príncipes y reyes de Hungría descendieron de Taxón.